# 1319
سنة 1319 كانت سنة بسيطة تبدأ يوم الإثنين (الرابط يظهر نموذج التقويم الكامل للسنة) من التقويم اليولياني.

## أحداث
تاسيس الدولة السعودية الثالثة(5 شوال 1319 هـ - 15 يناير 1902م)، على يد الملك عبد العزيز آل سعود والذي تمكن من استعادة مدينة الرياض ليؤسس الدولة السعودية الحديثة والمعاصرة (المملكة العربية السعودية).

## مواليد
- بهاء الدين السبكي
- جان الثاني ملك فرنسا

## وفيات
- خوان من قشتالة
- كمال الدين الفارسي رياضياتي إيراني
- لويس، كونت إفرو